# 17233 Stanshapiro
17233 Stanshapiro este un asteroid din centura principală de asteroizi.

## Descriere
17233 Stanshapiro este un asteroid din centura principală de asteroizi. A fost descoperit pe 29 februarie 2000 la Socorro, New Mexico, în cadrul proiectului LINEAR. Asteroidul prezintă o orbită caracterizată de o semiaxă mare de 2,44 ua, o excentricitate de 0,23 și o înclinație de 9,2° în raport cu ecliptica.